# ديفيد وير (رياضي)
ديفيد راسل وير  (مواليد 5 يونيو 1979) هو بارالمبي بريطاني رياضي كراسي متحركة. فاز بما مجموعه ست ميداليات ذهبية في 2008 و2012، وفاز بماراثون لندن ثماني مرات. ولد بقطع في الحبل الشوكي مما جعله غير قادر على استخدام ساقيه.

## الحياة الشخصية
ولد وير في ولينغتون، وهي جزء من ضاحية ساتون بلندن. لا يستطيع استخدام ساقيه بسبب قطع خلقي في الحبل الشوكي. كان طفلاً موهوبًا رياضيًا على كرسي متحرك، ومثل ساتون في ألعاب القوى على الكراسي المتحركة في ألعاب شباب لندن، وفاز بسباق الناشئين في ماراثون لندن (سباق الكراسي المتحركة المصغر) سبع مرات. في المدرسة، كان وير محبطًا من نقص الأنشطة الرياضية لمستخدمي الكراسي المتحركة، ولكن بعد سنوات من الإصرار، طور مهارة في سباق الكراسي المتحركة التي ستحدد مسيرته المهنية وتؤدي إلى نجاحات بارالمبية متعددة.
لدى وير أربعة أطفال: ماسون، ليني، تيليا، وروني. بعد فوزه بسباق 800 متر في الألعاب البارالمبية 2012، قال وير "هذا من أجل أطفالي الليلة."

## الحياة المهنية
في عام 2002 أصبحت جيني آرتشر مدربة وير وشكرها وير بعد فوزه الأول بماراثون لندن عام 2002. لقد كان لديهما علاقة رياضية طويلة ومثمرة، واعترف بها جيني مرة أخرى في عام 2012 بأنها "الأفضل في العالم بفارق كبير" من قبل وير.
إلى جانب المدربة جيني آرتشر، يدير وير أكاديمية وير آرتشر (التي أُطلقت في أبريل 2013). هدف الأكاديمية هو زيادة المشاركة في رياضة ذوي الاحتياجات الخاصة ورعاية الجيل القادم من البارالمبيين.
في عام 2007 انضم وير إلى لوكوزيد سبورت كسفير لخط مشروبات الطاقة الخاص بهم.
اعترف وير غالبًا بالمساعدة التي قدمها له تمويل اليانصيب الوطني في قدرته على التنافس كرياضي من النخبة. قال لصحيفة ديلي تلغراف، "بالنسبة لي شخصيًا، كان تمويل اليانصيب من خلال UK Sport لمدة 10 سنوات بمثابة تغيير للحياة وساعدني على أن أصبح أفضل متسابق كراسي متحركة في العالم."
يتدرب وير في مركز وير آرتشر لألعاب القوى واللياقة البدنية، الذي كان يُعرف سابقًا باسم ملعب كينغزميدو لألعاب القوى، في كينغستون أبون تيمز، سري.

## الماراثونات

### ماراثونات لندن
أنهى وير سباق ماراثون لندن عام 2000 في المركز الخامس بزمن قدره 1:47:11.
في ماراثون لندن 2001، أنهى السباق في المركز الثالث بزمن قدره 1:50:05.
جاء اختراقه في المنافسة عام 2002 عندما فاز، كأصغر متسابق في فئته، بزمن قدره 1:39:44. قبل السباق، كان أفضل رقم شخصي لوير خارج قائمة أفضل اثني عشر متسابقًا في ماراثون ذلك العام، ولم يُعتبر منافسًا جادًا. ولكن في سن الحادية والعشرين، حطم أفضل رقم شخصي له بسبع ثوانٍ ليفوز بالسباق. أنهى توشار باتل، زميل وير في التدريب وكلاهما عضوان في نادي سباق الكراسي المتحركة فيلوسيتي في كينغزميدو، السباق بفارق دقيقة ونصف في المركز الثاني. بعد السباق، قال وير: "كان الفوز بماراثون لندن حلم طفولة وأنا سعيد للغاية بكيفية سير السباق. كنت متأكدًا من أن الناس سيلحقون بي عندما انفصلت عنهم لكنهم لم يفعلوا. كان من الرائع عبور خط النهاية أولاً وبأفضل رقم شخصي."
احتل وير المركز الثاني في ماراثوني لندن 2003 و 2004. كان زمنه في عام 2003 البالغ 1:34:48 أسرع بخمس دقائق من أفضل رقم شخصي له. في عام 2004، أدت الظروف الرطبة والمشاكل مع الرذاذ من عجلاته إلى زمن أبطأ قدره 1:42:50.
في عام 2005 أنهى وير السباق في المركز الثالث بزمن قدره 1:36:03، في سباق شهد عبور المتسابقين السبعة الأوائل خط النهاية بفارق 13 ثانية.
في عام 2006 فاز وير بماراثون لندن للمرة الثانية، مسجلاً رقماً قياسياً للمسار في الظروف الرطبة بزمن قدره 1:29:48. بهذا الزمن، أصبح وير أيضًا أول متسابق كراسي متحركة يكسر حاجز 1:30. قال وير بعد فوزه، "لم أكن سأشارك حتى هذا الصباح. لقد كنت أعاني من نزلة برد وكان الأمر 50/50 سواء كنت سأحضر أم لا."
في عام 2007 فاز وير بماراثون لندن للمرة الثالثة. تغلب على البطل البارالمبي الأسترالي كورت فيرنلي بفارق ثانية واحدة بزمن قدره 1:30:49، وهو ثاني أسرع زمن شوهد على مسار لندن. فيرنلي، الذي لم يهزم منذ أكتوبر 2006 في ثمانية ماراثونات، أشاد بمنافسه.
في 13 أبريل 2008، فاز وير بماراثون لندن للمرة الثالثة على التوالي، والرابعة إجمالاً. بزمن قدره 1:33:56، أنهى السباق بفارق 4 ثوانٍ عن الأسترالي كورت فيرنلي بسباق سريع في النهاية على المول. منحه فوز وير الرابع 7600 جنيه إسترليني كجائزة مالية.
في عام 2009 أنهى وير السباق في المركز الثاني بزمن قدره 1:28:57، خلف كورت فيرنلي. في سباق سريع آخر على المول، تفوق فيرنلي على وير ليسجل رقماً قياسياً جديداً للمسار بزمن قدره 1:28:56.
على الرغم من تعرضه لثقوب في عجلاته الأمامية واليسرى، إلا أن وير تمكن من إنهاء ماراثون لندن 2010 في المركز الثالث بزمن قدره 1:37:01. في وقت من الأوقات، قاد السباق بفارق 4 دقائق.
في عام 2011 فاز وير بـماراثون لندن للمرة الخامسة بزمن قدره 1:30:05. كانت هذه هي السنة العاشرة على التوالي التي ينهي فيها وير السباق على منصة التتويج.
في الفترة التي سبقت ماراثون لندن 2012، كشف وير "ما أقوله للرجال القادمين إلى لندن هو أن تدريبي يسير بشكل رائع ولا أعتقد أنني شعرت بمثل هذه الحالة الجيدة في هذه المرحلة من العام. أنا أقطع حوالي 80 ميلاً في الأسبوع على الكرسي." في عام 2012 فاز وير بـماراثون لندن للمرة السادسة بزمن قدره 1:32:26. علق بعد السباق قائلاً "غراي ثومبسون ألهمتني في هذه الرياضة. رأيتها تتنافس في سيدني عندما كنت صغيرًا وواصلت الفوز بالميداليات في عام 2008." ألمح وير إلى أن منافسة لندن 2012 قد تكون الأخيرة له. مع فوز وير السادس في ماراثون لندن، عادل الرقم القياسي للبارونة تاني غراي ثومبسون. قال بعد ذلك: "هذا هو فوزي المفضل على الإطلاق لأن المنافسة كانت قوية جدًا. كنت عاطفيًا جدًا عندما عبرت خط النهاية لأنه قد يكون آخر ماراثون لندن لي لفترة من الوقت."
تنافس وير في ماراثون لندن 2013، وأنهى السباق في المركز الخامس بزمن قدره 1:31:31، بفارق ثانيتين عن الفائز بالسباق كورت فيرنلي. في ماراثون لندن 2014 جاء في المركز الثاني بفارق ضئيل.
لم يتفق وير دائمًا مع منظمي ماراثون لندن. في عام 2006، انتقد معاملتهم لرياضيي الكراسي المتحركة كمواطنين من الدرجة الثانية. قال لـساتون غارديان، "إذا استطعت المساعدة في وضع ألعاب القوى للمعاقين على الخريطة على طول الطريق، فهذا ما أريد القيام به."
في عامي 2017 و 2018 فاز وير بماراثون لندن للمرة السابعة والثامنة. أنهى السباق في المركز الخامس في 2019 والثالث في كل من 2021 و2022.

### جريت نورث رن
فاز وير بثمانية ألقاب في جريت نورث رن، وهو سباق نصف ماراثون في إنجلترا. حطم الرقم القياسي للمسار في أعوام 2005 و 2009 ومرة أخرى في 2018. جاءت انتصارات وير في 2003 بزمن 45:41، و 2005 بزمن 42:33، و 2009 بزمن 41:34، و 2010 بزمن 44:49، و 2013 بزمن 43:06، و 2018 بزمن 41:19 و 2022 بزمن 42:59.

### ماراثونات أخرى ونصف ماراثونات
في عام 2007 فاز وير بماراثون أونسينغن في سويسرا بزمن قدره 1:28.19، منهيًا السباق بفارق ثانية واحدة أمام المتسابق السويسري مارسيل هوغ.
فاز وير بـماراثون نيويورك عام 2010 بزمن قدره 1:37.29، متغلبًا على منافسه الياباني ماسازومي سويجيما بفارق 1.48 ثانية.
فاز وير بـنصف ماراثون لشبونة في 25 مارس 2012. سجل رقماً قياسياً عالمياً جديداً في فئة T53/T54 بزمن قدره 43:41.

## جريت مانشستر رن
فاز وير بخمسة ألقاب في سباق 10000 متر جريت مانشستر رن، وهو سباق 10 كيلومترات عبر شوارع مانشستر، إنجلترا. في عام 2004 كان زمنه 22:30، وفي عام 2006 بزمن قدره 21:16، وفي عام 2007 برقم قياسي للمسار قدره 21:11، وفي عام 2010 بزمن قدره 22:00، وفي عام 2011 بزمن قدره 22:23.

## الألعاب البارالمبية الصيفية

### الألعاب البارالمبية الصيفية 1996
كان أول ظهور لوير في الألعاب البارالمبية الصيفية في الألعاب البارالمبية الصيفية 1996 في أتلانتا في سن السابعة عشرة. في ذلك العام، أنهى السباق في المركز السابع في سباق 100 متر، بزمن قدره 15.07 ثانية. وصل إلى نصف نهائي سباق 400 متر، وخرج من المنافسة بزمن قدره 51.85 ثانية. كما حصل على المركز الرابع في سباق التتابع 4 × 100 متر.
لم تكن تجربة وير الأولى في الألعاب البارالمبية جيدة، فقد علق بعد ذلك قائلاً "لقد ذهبت إلى الألعاب في أتلانتا عام 1996 كشاب يبلغ من العمر 17 عامًا ولكن عندما وصلت إلى هناك لم يكن الأمر كما توقعت. كنت أستطيع رؤية حوالي خمسة أشخاص في المدرجات في بعض الأحيان. لقد أحبطني ذلك قليلاً لأنني فوتت سنوات مراهقتي في النمو وقضاء الوقت مع أصدقائي للمنافسة في الألعاب البارالمبية. لقد فقدت حبي لهذه الرياضة وعندما عدت لم أعد أرغب في ممارستها."

### الألعاب البارالمبية الصيفية 2004
فاز وير بميدالية فضية وبرونزية في الألعاب البارالمبية الصيفية 2004 في أثينا. أصبح وير أول بريطاني يفوز بميدالية في ألعاب القوى في الألعاب بحصوله على المركز الثالث في نهائي 200 متر، بزمن قدره 25.55 ثانية. فشل وير في الوصول إلى نهائي 400 متر لكنه حصل على الفضية في 100 متر خلف الفنلندي ليو بيكا تاهتي، بزمن قدره 14.31 ثانية.

### الألعاب البارالمبية الصيفية 2008
في الألعاب البارالمبية الصيفية 2008 التي أقيمت في بكين، الصين، تنافس وير في 5 فعاليات، بما في ذلك 1500 متر، و800 متر، و400 متر، و5000 متر والماراثون. دخل البطولة آملاً في الفوز بجميع الميداليات الذهبية الخمس.
في سباق 5000 متر T54، فاز وير بالميدالية البرونزية خلف براوات واهورام وكورت فيرنلي.
جاء أول ذهب بارالمبي لوير أخيرًا في سباق 800 متر، وهو لقب انتظره اثني عشر عامًا. بعد فوزه بالسباق بزمن قدره 1:36.61، قال: "إنه شعور مذهل للغاية. هذا كل ما تدربت من أجله لأصبح بطلاً بارالمبيًا. لا يمكنني حقًا وصف ذلك بالكلمات الآن."
فاز وير بذهبية سباق 800 متر T54 بزمن قدره 1:36.61 بينما فاز كورت فيرنلي بالفضية وبراوات واهورام بالبرونزية. كان على وير الانتظار ليرى ما إذا كان قد فاز بذهبية 800 متر بعد اعتراض الفريق الأسترالي على موقع انطلاق وير في السباق. كان من المقرر إعادة السباق عندما طلب المتنافس الأسترالي كورت فيرنلي سحب الاحتجاج في صباح اليوم التالي. قال وير عن الاحتجاج: "كنت غاضبًا ومحطمًا، لأنني شعرت أن الاحتجاج كان خاطئًا. في سباقات 800 متر، تعتبر المسارات الثلاثة الأولى هي الأفضل، لذا كان لدى كورت مسار أفضل بالفعل. لكنه كان وراء قرار سحب الاحتجاج، وهو ما كان روح رياضية جيدة."
فاز وير بذهبيته الثانية في نهائي 1500 متر بزمن قدره 3:10.34. بعد السباق قال وير، "هذه الميدالية تعني لي أكثر من الفوز بسباق 800 متر. سباق 1500 متر هو الحدث الأبرز في سباقات الكراسي المتحركة."
في سباق 400 متر T54 حصل على الميدالية الفضية، خلف الصيني ليشين تشانغ وأمام الحائز على البرونزية سايتشون كونجين. لم يبدأ الماراثون.

### الألعاب البارالمبية الصيفية 2012

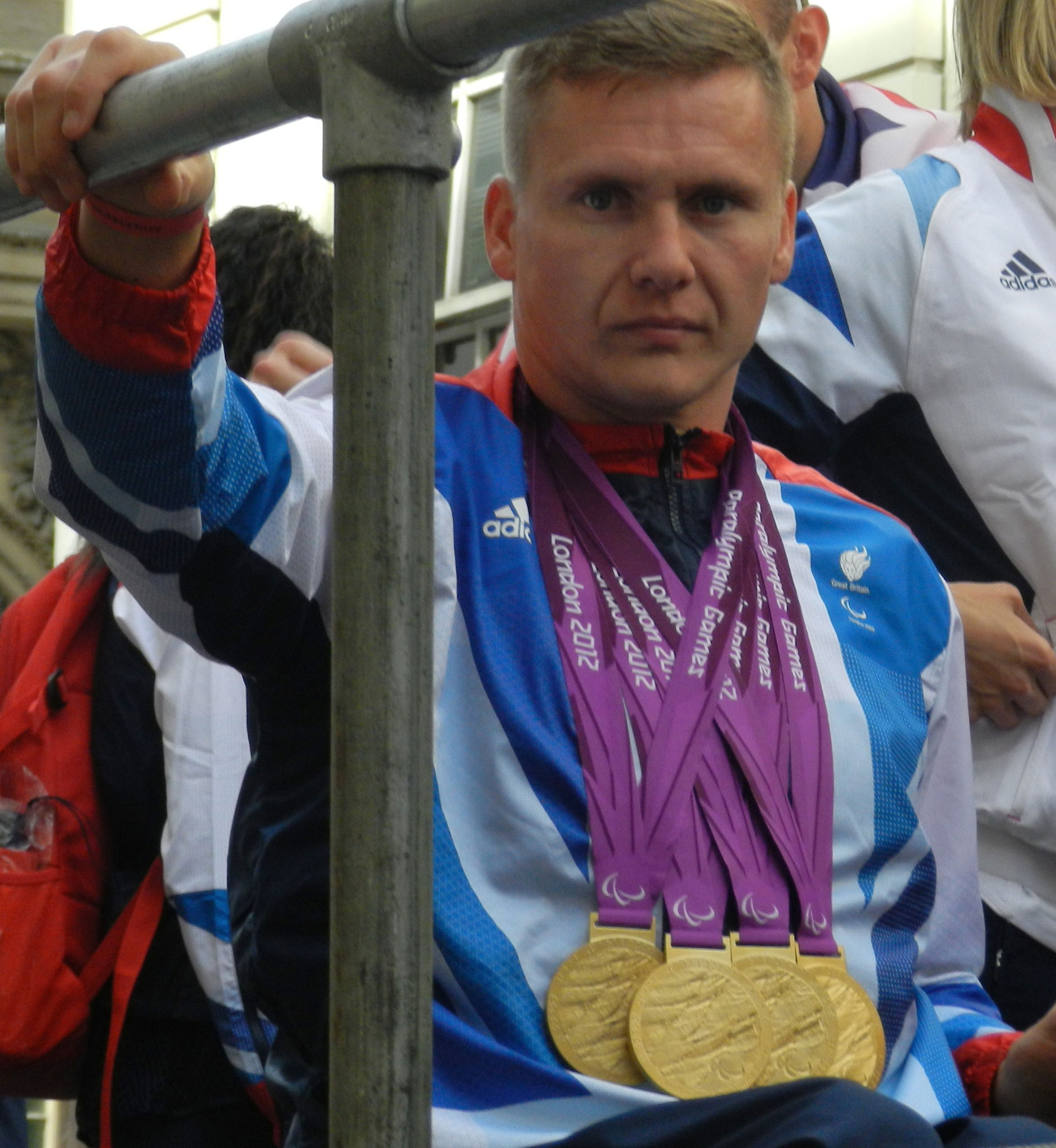
وير في موكب النصر الأولمبي يرتدي الميداليات الذهبية الأربع التي فاز بها خلال الألعاب البارالمبية الصيفية 2012

في دورة الألعاب البارالمبية الصيفية 2012 في لندن، فاز وير بأربع ميداليات ذهبية: ثلاث في الملعب الأولمبي وواحدة في الماراثون. جاء فوز سباق 5000 متر في 2 سبتمبر 2012، وسباق 1500 متر في 4 سبتمبر 2012، وسباق 800 متر في 6 سبتمبر 2012، والماراثون في 9 سبتمبر 2012.
افتتح وير، البالغ من العمر 33 عامًا، حملته البارالمبية في 13 أغسطس 2012 بفوز مريح في تصفياته لنهائي 5000 متر، حيث أبطأ سرعته في خط النهاية ليسجل زمنًا قدره 11:27.87.
جلب سباق وير الثاني في الألعاب أول ميدالية ذهبية له في المنافسة. فاز وير بالسباق بزمن قدره 11:07.65 في الملعب الأولمبي.قالب:توضيح مطلوب
في اليوم التالي تسابق وير في سباقه الثالث في الألعاب، جولة التصفيات لنهائي 1500 متر. أنهى وير السباق في المركز الثالث بزمن قدره 3:11.35 ليتأهل بأمان إلى النهائي.
في اليوم التالي، دافع وير عن لقبه البارالمبي لعام 2008 في سباق 1500 متر في الملعب الأولمبي أمام 80,000 متفرج. أنهى سباقه الرابع في الألعاب بزمن قدره 3:12.09. تحدث وير عن والده، الذي يعيش الآن في أيرلندا الشمالية ونادرًا ما يراه يتسابق ولكنه كان حاضرًا في هذه الألعاب: "كان يأخذني للتدريب كل يوم عندما كنت أصغر سنًا. كان من الرائع أن يكون هنا."
في اليوم التالي، 5 سبتمبر 2012، تسابق وير في سباقه الخامس في الألعاب، جولة التصفيات لنهائي 800 متر. فاز وير بتصفيته بزمن قدره 1:37.09، أي بفارق يزيد عن ثانية عن حامل الرقم القياسي العالمي لسباق 800 متر مارسيل هوغ. قال هوغ بعد السباق: "ديفيد وير يتسابق بشكل جيد للغاية. إنه يطير فقط. لديه كل الثقة بالنفس ولديه الجماهير وراءه وهذا يجعله قويًا."
في اليوم التالي، 6 سبتمبر 2012، انتصر وير مرة أخرى في نهائي 800 متر، ميداليته الذهبية الثالثة في الألعاب. مرة أخرى دافع وير عن لقب فاز به قبل أربع سنوات في بكين. أمام حشد من 80,000 متفرج في الملعب الأولمبي، سجل زمنًا قدره 1:37.63 ليحصد ذهبيته الثالثة في سباقات المضمار في خمسة أيام. قال وير بعد السباق: "كلها مميزة. لقد دافعت عن لقبي في كلا المسافتين التي فزت بهما والآن لدي ذهبية في سباق 5000 متر؛ حصلت فقط على البرونزية في بكين. أشعر بأنني على قمة العالم في الوقت الحالي."
فاز وير بالميدالية الذهبية الأخيرة لبريطانيا العظمى في الألعاب البارالمبية. بعد تسعة أيام من المنافسة الشاقة على المضمار، والمنافسة والفوز بألقاب 800 و 1500 و 5000 متر، فاز وير بالماراثون في اليوم الأخير من الألعاب بزمن قدره 1:30:20.
في الألعاب البارالمبية الصيفية 2012، شارك وير في سبعة سباقات خلال عشرة أيام وأكمل 35.3 ميلاً في سعيه للفوز بأربع ميداليات ذهبية لـفريق بريطانيا العظمى البارالمبي.
حمل وير علم بريطانيا العظمى في حفل ختام الألعاب البارالمبية الصيفية 2012، مشاركًا هذا الشرف مع الدراجة سارة ستوري.
لأدائه في الألعاب، فاز وير بجائزة أفضل رياضي ذكر في جوائز الرياضة البارالمبية.

### الألعاب البارالمبية الصيفية 2016
فشل وير في الفوز بأي ميداليات، حيث أنهى سباق 400 متر في المركز الخامس، وسباق 1500 متر في المركز الرابع، وسباق 800 متر T54 في المركز السادس، ولم ينه الماراثون بسبب تصادم في وقت مبكر من السباق. اعتزل سباقات المضمار بعد فترة وجيزة، وكان ينوي أن يكون سباقه الأخير في ماراثون لندن في العام التالي.

### الألعاب البارالمبية الصيفية 2020
كان وير إضافة متأخرة إلى الفريق البريطاني لـالألعاب البارالمبية الصيفية 2020 المؤجلة في طوكيو في 21 يوليو 2021. الإضافات الأخرى كانت جوني بيكوك، وكادينا كوكس وليبي كليغ.

### الألعاب البارالمبية الصيفية 2024
في الألعاب البارالمبية الصيفية 2024 التي أقيمت في باريس، فرنسا، تنافس وير في سباقات 1500 متر و 5000 متر والماراثون.
في سباق 1500 متر، جاء وير في المركز السادس في تصفيته، وفشل في التأهل إلى النهائي. في سباق 5000 متر، جاء وير في المركز الثامن. في الماراثون جاء في المركز الخامس.
بعد 28 عامًا من المنافسة في الألعاب البارالمبية و 7 دورات بارالمبية، كانت باريس هي الأخيرة له.

## بطولات العالم لألعاب القوى IPC

### بطولة العالم لألعاب القوى IPC 2006
فاز وير بثلاث ميداليات ذهبية وفضية واحدة في بطولة العالم لألعاب القوى لذوي الاحتياجات الخاصة 2006 في آسن، هولندا. فاز وير بذهبية سباق 100 متر بزمن قدره 14.34 ثانية، وسباق 400 متر برقم قياسي للألعاب قدره 48.06 ثانية، وسباق 1500 متر. فاز وير بالفضية في سباق 200 متر، وخسر أمام المرشح المحلي كيني فان ويغيل.

### بطولة العالم لألعاب القوى IPC 2011
فاز وير بثلاث ميداليات ذهبية في بطولة العالم لألعاب القوى لذوي الاحتياجات الخاصة 2011 في كرايستشرش، نيوزيلندا: في سباقات 800 متر و 1500 متر و 5000 متر.
فاز وير بلقب 800 متر، وأول ذهبية له في البطولة، في إنهاء متقارب مع المتسابق السويسري مارسيل هوغ. سجل رقمًا قياسيًا للبطولة بزمن قدره 1:37.28، محطمًا أفضل رقم سابق بأكثر من 1.5 ثانية.
فاز وير بلقبه الثاني في البطولة في سباق 1500 متر بزمن قدره 3:10.93.
فاز وير بذهبيته الثالثة في سباق 5000 متر بزمن قدره 10:48.43، وأكمل لفته الأخيرة في 44.12 ثانية. تبعه مارسيل هوغ عبر خط النهاية في المركز الثاني بزمن قدره 10:48.70.
كان من المقرر أن يدخل وير ماراثون الألعاب لكنه انسحب لأسباب تتعلق بالسلامة لأن المسار كان مفتوحًا أمام حركة المرور. قال وير "اعتقدت فقط أنه كان أمرًا سخيفًا. لم أرغب في المخاطرة بالتعرض للإصابة أو الدهس." أخبر وير أيضًا صحيفة تلغراف "كان الماراثون خيبة أمل كبيرة لكنني أعلم أنني اتخذت القرار الصحيح بالانسحاب. يجب طرح الأسئلة على IPC واللجنة المنظمة في كرايستشيرش. آمل فقط أن تكون الدروس الكبيرة قد استُوعبت حيث وُضع الرياضيين في موقف صعب للغاية، مما عرض سلامتهم للخطر."
بعد البطولة، انتقد وير المنظمين. أخبر التلغراف أنه كان "'سعيدًا بالخروج من بطولة العالم بثلاث ميداليات ذهبية' [في سباقات T54 800 متر و 1500 متر و 5000 متر]. ولكن بشكل خاص، كان رأيه أن التنظيم كان سيئًا، وكان المسؤولون غير متسقين. كان هذا رأيًا شاركه رياضيون كبار آخرون."

## الأرقام القياسية
يحمل وير حاليًا الرقم القياسي البريطاني في جميع مسافات المضمار حتى 5000 متر، وكذلك على الطريق في 10 كم، ونصف الماراثون، والماراثون.

## الجوائز والتكريمات

### جوائز الإنجاز
اعترفت بي بي سي لندن بوير مرتين. في عام 2005 سُمي وير رياضي العام للمعاقين من قبل بي بي سي لندن. في ديسمبر 2008 حصل وير على جائزة رياضي بي بي سي لندن للمعاقين من قائمة مختصرة من ثلاثة.
حصل وير على جائزة الرياضة البريطانية للكراسي المتحركة مرتين. حصل على جائزة الإنجاز الفردي للرجال في عام 2005. في نوفمبر 2006، تشارك وير جائزة الرياضي الفردي للرجال مع لاعب التنس بيتر نورفولك.
كان عام 2006 عامًا للمزيد من الترشيحات للجوائز لوير، العام الذي فاز فيه بأربع ميداليات في بطولة العالم لألعاب القوى لذوي الاحتياجات الخاصة وفاز بماراثون لندن للمرة الثانية. اختارته جمعية الصحفيين الرياضيين كشخصية العام الرياضية للمعاقين. في أكتوبر 2006 حصل وير على جائزة أفضل أداء من جمعية كتاب ألعاب القوى البريطانية لأدائه في آسن في بطولة العالم IPC. في عام 2006 رُشيح وير أيضًا لـشخصية العام الرياضية من بي بي سي، وهو ثاني رياضي معاق يُرشح فقط، ولكن حُذف بشكل مثير للجدل من القائمة المختصرة النهائية للشرف. قال رئيس الجمعية البارالمبية البريطانية مايك برايس بعد حذف وير، "أن لا يتم الاعتراف بأي من رياضيينا المعاقين الكبار في القائمة المختصرة أمر مخيب للآمال. أعتقد أن هذا يظهر مدى المسافة التي يجب أن تقطعها رياضة ذوي الاحتياجات الخاصة ليتم قبولها من قبل الجمهور العام."
كشخص بالغ، يواصل وير ارتباطه بـألعاب شباب لندن التي ترعاها Balfour Beatty. في عام 2010 أُدخل إلى قاعة مشاهير ألعاب شباب لندن. أصبح واحدًا من رعاة حدث عام 2012 إلى جانب رافعة الأثقال زوي سميث. شارك الثنائي في منافسة أولمبية مقابل بارالمبية صُورت لموقع ألعاب شباب لندن على الإنترنت، حيث تنافسا وجهاً لوجه في الرماية وكرة السلة وبوتشيا وكرة الطاولة.
رُشح وير لجائزة لوريوس العالمية الرياضية رياضي العام لذوي الاحتياجات الخاصة لعام 2012 لإنجازاته الرياضية في عام 2011، على الرغم من أنه خسر أمام العداء أوسكار بيستوريوس.

### رتبة الإمبراطورية البريطانية
عُين وير عضو رتبة الإمبراطورية البريطانية (MBE) في قائمة العام الجديد الشرفية 2009، وحصل على الشرف لخدماته للرياضة لذوي الاحتياجات الخاصة.
عُين وير قائد رتبة الإمبراطورية البريطانية (CBE) في قائمة العام الجديد الشرفية 2013 لخدماته لألعاب القوى.

### أوسمة أخرى
أُعطي وير حرية ساتون الفخرية في عام 2009، وهو أول شخص يحصل على هذا الشرف منذ 30 عامًا. قال وير: "إنه شرف عظيم أن أُمنح حرية ضاحية ساتون وأشعر بالفخر حقًا. لقد ساعدني المجلس بالفعل في البدء في هذه الرياضة حيث منحني العمدة منحة بقيمة 800 جنيه إسترليني تقريبًا عندما كان عمري ثماني سنوات لشراء أول كرسي سباق متحرك لي."
في 20 نوفمبر 2009، افتتح وير رسميًا مبنى التوسعة الجديد في مدرسة ديفونشاير الابتدائية، ساتون.

### إشادة عامة
أشادت بوير العديد من المصادر الإخبارية والمعلقين. في الفترة التي سبقت الألعاب البارالمبية الصيفية في عام 2008، وصفته هيئة الإذاعة الكندية بأنه "أحد أفضل رياضيي الكراسي المتحركة في العالم" وأشادت به هيئة الإذاعة البريطانية ووصفته بأنه "أفضل متسابق كراسي متحركة في بريطانيا."
جلبت الألعاب البارالمبية لعام 2012 المزيد من الإشادة من وسائل الإعلام. ذكرت صحيفة لندن إيفنينغ ستاندرد أن "نجم الألعاب البارالمبية ديفيد وير أصبح اليوم أعظم متسابق كراسي متحركة في كل العصور بعد فوزه بالماراثون – وذهبيته الرابعة في ألعاب مذهلة." كتبت صحيفة الغارديان، "ديفيد وير ببساطة لا يمكن إيقافه. أداء من الثقة والتحكم المدرع بالحديد جلب له ميدالية ذهبية ثالثة استثنائية في الألعاب ليلة الخميس، مما عزز مكانته كرياضي كراسي متحركة رائد في العالم وترك منافسيه محطمين."
جلب أداء وير في ألعاب لندن 2012 إشادات من أقرانه. أشادت المتسابقة الكندية البارالمبية على الكراسي المتحركة شانتال بيتيتكلير بإنجازاته، مع تحذير فكاهي: "هذا يضع ديفيد بوضوح كأفضل رياضي كراسي متحركة على الإطلاق. إيه، ذكر!" قال أحد أشد منافسي وير، المتسابق السويسري مارسيل هوغ، "إنه قابل للهزيمة. لكنه الأفضل." قال متسابق كراسي متحركة سويسري آخر، هاينز فراي، "ديفيد، أنت البطل الكبير في لندن. لا أحد يستطيع هزيمتك. أرفع قبعتي."
سُمي  وير أيضًا كقدوة من قبل رياضيين محترفين آخرين. وصفه العداء يوسين بولت بأنه "ملهم ببساطة." بعد فوزه بميدالية ذهبية لسباق 100 متر T53 في الألعاب البارالمبية الصيفية في لندن 2012، قال ميكي بوشيل عن وير، "لقد كان له تأثير كبير – فقط كزميل في الفريق، كان هناك من أجلي. إنه رجل رائع، قدوة عظيمة للاقتداء به."